# Клетка Ито
Клетки Ито (синонимы: звёздчатая клетка печени, жирозапасающая клетка, липоцит, англ. Hepatic Stellate Cell, HSC, Cell of Ito, Ito cell) — перициты, содержащиеся в перисинусоидальном пространстве печёночной дольки, способные функционировать в двух различных состояниях — спокойном и активированном. Активированные клетки Ито играют главную роль в фиброгенезе — формировании рубцовой ткани при повреждениях печени.
В неповрежденной печени, звёздчатые клетки находятся в спокойном состоянии. В таком состоянии клетки имеют несколько выростов, охватывающих синусоидный капилляр. Другой отличительной чертой клеток является присутствие в их цитоплазме запасов витамина А (ретиноида) в форме жировых капель. Спокойные клетки Ито составляют 5-8 % численности всех клеток печени.
Выросты клеток Ито подразделяются на два типа: перисинусоидальные (субэндотелиальные) и интергепатоцеллюлярные. Первые выходят из тела клетки и простираются вдоль поверхности синусоидного капилляра, охватывая его тонкими пальцеобразными ответвлениями. Перисинусоидальные выросты покрыты короткими ворсинками и имеют характерные длинные микровыбросы, простирающиеся ещё дальше по поверхности эндотелиальной трубки капилляра. Интергепатоцеллюлярные выросты, преодолев пластинку гепатоцитов и достигнув соседнего синусоида, делятся на несколько перисинусоидальных выростов. Таким образом, клетка Ито в среднем охватывает чуть больше двух соседних синусоидов.
При повреждении печени клетки Ито переходят в активированное состояние. Активированный фенотип характеризуется пролиферацией, хемотаксисом, сокращаемостью, потерей запасов ретиноида и образованием клеток, напоминающих миофибробластные. Активированные звёздчатые клетки печени также демонстрируют повышенное содержание новых генов, таких как α-SMA, ICAM-1, хемокины и цитокины. Активация свидетельствует о начале ранней стадии фиброгенеза и предшествует повышенному продуцированию ЕСМ-белков. Финальная стадия заживления печени характеризуется усиленным апоптозом активированных клеток Ито, вследствие чего их количество резко сокращается.
Для визуализации клеток Ито при микроскопии применяется окрашивание хлоридом золота. Установлено также, что надёжным маркером для дифференциации этих клеток от других миофибробластов является экспрессия ими белка рилин.

## История
В 1876 году Карл Фон Купфер описал клетки, названные им «Sternzellen» (звёздчатые клетки). При окрашивании оксидом золота, в цитоплазме клеток были заметны включения. Ошибочно сочтя их фрагментами эритроцитов, захваченных путём фагоцитоза, Купфер в 1898 году пересмотрел свои взгляды о «звёздчатой клетке» как об отдельном типе клеток и отнес их в разряд фагоцитов. Однако в последующие годы регулярно появлялись описания клеток, похожих на Купферовские «звёздчатые клетки». Им присваивались различные названия: интерстициальные клетки, парасинусоидные клетки, липоциты, перициты. Роль этих клеток оставалась загадкой на протяжении 75 лет, пока профессор Тосио Ито (Toshio Ito) не обнаружил в перисинусоидальном пространстве печени человека некие клетки, содержащие вкрапления жира. Ито назвал их «shibo-sesshu saibo» — жиропоглощающие клетки. Поняв, что вкрапления были жиром, выработанным клетками из гликогена, он сменил название на «shibo-chozo saibo» — жирозапасающие клетки.В 1971 Кендзиро Вакэ (Kenjiro Wake) доказал идентичность «Sternzellen» Купфера и жирозапасающих клеток Ито. Вакэ также установил, что эти клетки выполняют важную роль складирования витамина А (до этого считалось, что витамин А откладывается в клетках Купфера). Вскоре после этого, Кент и Поппер продемонстрировали тесную связь клеток Ито с фиброзом печени. Эти открытия положили начало процессу детального изучения клеток Ито.